# Новостройка (Палласовский район)
Новостройка — посёлок в Палласовском районе Волгоградской области, административный центр Калашниковского сельского поселения. Южный пригород Палласовки. Посёлок расположен на левом берегу реки Торгун.
Население - 1926 (2010)

## История
Основан в 1953 году в результате переселения жителей из населённых пунктов, оказавшихся в зоне расширения военного полигона. По состоянию на 1979 год посёлок Новостройка относился к Калашниковскому сельсовету Решением исполнительного комитета Волгоградского областного Совета от 11 февраля 1981 года № 3/101 центр Калашниковского сельсовета Палласовского района был перенесен из села Калашники в посёлок Новостройку.

## Население
Динамика численности населения по годам:
| 1987  | 2002 |
| ----- | ---- |
| ≈1600 | 2019 |

| 2010 |
| ---- |
| 1926 |